# Fini Fast
La Fini Fast S.p.A. è stata un'azienda proprietaria di 24 aree di servizio presenti sulle varie autostrade italiane.

## Storia
Fu fondata nel 1961 dalla famiglia Fini di Modena. È stata venduta dalla famiglia Fini nell'autunno del 2007 ad un gruppo formato dagli imprenditori Nicola e Potito Sarni (gruppo Sarni) e da alcune banche.
Nel 2009 FiniFast iniziò a gestire in franchising alcuni ristoranti della catena Burger King (a Legnano, Rozzano e Rimini).
Nel novembre 2011 il marchio Fini Fast scomparve sulla rete autostradale italiana dopo l'acquisizione totale delle quote da parte di Mesagne Sviluppo Srl della famiglia Sarni.